# Podomeer

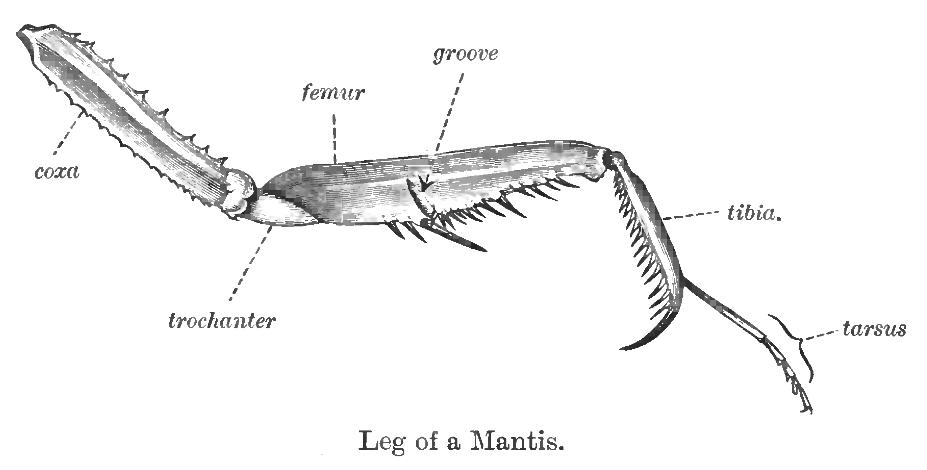
Podomeren van de poot van een bidsprinkhaan.

Een podomeer is een segment van een lichaamsaanhangsel van een geleedpotig dier. Het betreft meestal de poten, maar ook de palpen of de monddelen kunnen bestaan uit verschillende podomeren. De meeste geleedpotigen hebben de volgende configuratie: coxa (heup), trochanter (dijbeenring), femur (heup), tibia (scheen) en tarsus (voet). 
Veel groepen zijn uit elkaar te houden door de aangepaste podomeren. Zo zijn rolspinnen van spinnen te onderscheiden doordat ze zowel een dubbele trochanter als een dubbele femur bezitten. 